# Violet Archer
Violet Louise Archer  (Montreal, 24 de abril de 1913-Ottawa, 21 de febrero de 2000) fue una compositora, profesora, pianista, organista y percusionista canadiense. Nacida Violet Balestreri, su familia cambió su nombre a Archer en 1940. En 1983, fue distinguida con la Orden de Canadá.

## Trayectoria
Obtuvo un L MUS en 1934 y una licenciatura en 1936 en la Universidad McGill donde estudió composición con Douglas Clarke. Viajó a Nueva York en el verano de 1942, para estudiar con Béla Bartók, que la introdujo en las melodías populares húngaras y en la técnica de la variación. Enseñó en el Conservatorio McGill de 1944 a 1947. Más tarde, en la década de 1940, estudió con Paul Hindemith en la  Universidad de Yale donde obtuvo una licenciatura en 1948 y un máster en 1949. De 1950 a 1953, fue compositora residente en la Universidad del Norte de Texas. De 1953 hasta 1961 enseñó en la Universidad de Oklahoma. Al regresar a Canadá en 1961 para cursar estudios de doctorado en la Universidad de Toronto, pero dejó de hacerlo cuando, en 1962, se incorporó a la Facultad de Música de la Universidad de Alberta. Allí se convirtió en directora del Departamento de Teoría y Composición hasta su jubilación. Entre sus alumnos más destacados se encuentran Larry Austin, Jan Randall, Allan Gilliland y Allan Gordon Bell.

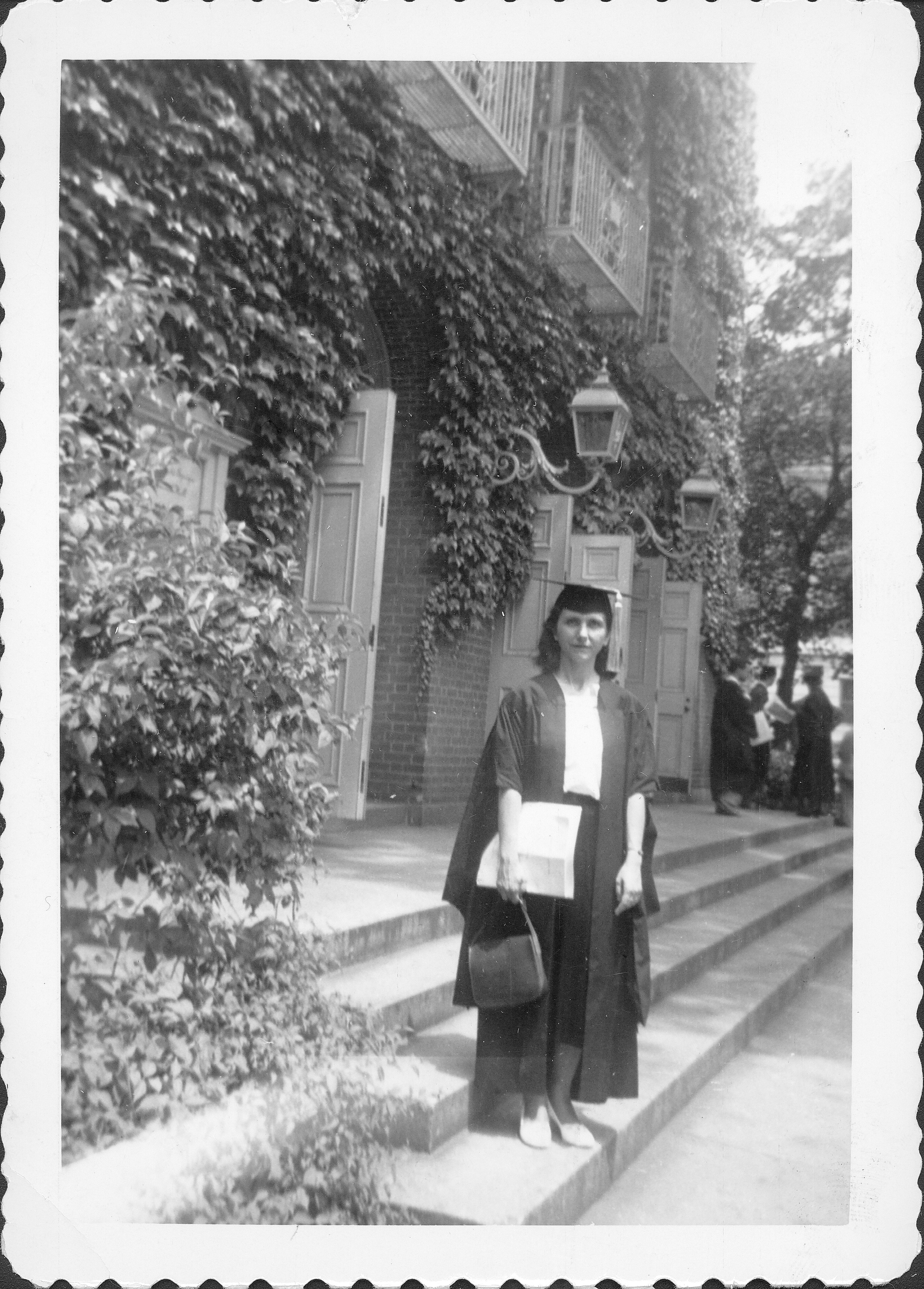
Violet Archer el día de su graduación en la Universidad de Yale

Además de su labor docente, se forjó una carrera como músico y compositora. Tocó la percusión con la Orquesta Sinfónica de Mujeres de Montreal de 1940 a 1947, una época en la que las principales orquestas municipales no admitían mujeres en sus filas. Además de la percusión, tocaba el clarinete y las cuerdas y trabajó en Montreal como acompañante y organista. Como compositora, la prolífica obra de Archer con más de 330 composiciones incluía obras tradicionales y más contemporáneas para instrumento y voz. Entre los ejemplos de su amplia obra se encuentran una ópera cómica de 1973, Sganarelle, la banda sonora de un documental de 1976, Someone Cares, y experimentaciones con música electrónica. Se ha dicho que Archer destaca por sus 90 composiciones escritas para intérpretes principiantes, que realizó para animar a los músicos y al público de todos los niveles a disfrutar y comprender elementos clave de la música moderna como la armonía, la melodía y el ritmo.

## Reconocimientos
Recibió títulos honoríficos de la Universidad McGill (1971), la Universidad de Windsor (1986), la Universidad de Calgary (1989), la Universidad Mount Allison (1992) y la Universidad de Alberta (1993). En 1983, fue nombrada miembro de la Orden de Canadá. 
El Festival Violet Archer en Edmonton en 1985 fue el primer festival en el que se rindió homenaje a una compositora canadiense viva. Está conmemorada en Violet Archer Park en el vecindario Parkallen de Edmonton. En Calgary, la Canadian Music Centre de la Prairie Region alberga la Biblioteca Violet Archer, que cuenta con más de 20.000 partituras.
La banda canadiense de indie rock The Violet Archers lleva su nombre.

## Obra seleccionada
- 3 Concerti, Archer Piano Concerto, Christina Petrowska Quilico piano, CBC Vancouver Orchestra, director Sir John Eliot Gardiner,  Centrediscs (CMCCD)15610
- Women Composers for Organ, Barbara Harbach. Peterborough, NH: Gasparo Records (294), 2006.[11]
- Ovation, Volume 2. Toronto: CBC Records (PSCD 2027-5), 2002.[12]
- Canadian Composers Portraits. Toronto: Centrediscs, (CMCCD 8502) 2002.[13]
- Sinfonietta (CBC Vancouver Chamber Orchestra, director John Avison)
- Trio no. 2 (The Hertz Trio)
- String Quartet no. 3 (University of Alberta String Quartet)
- The Bell (CBC Chorus and Orchestra, director Geoffrey Waddington)
- Northern Landscapes – A Tribute to Violet Archer, Sarah Muir y Ann Nichols, con el Columbian Girls Choir and Chanteuses. Edmonton, 1997.[14]
- Surrealistic Portraiture Kenneth Fischer saxofón, Martha Thomas piano. Atlanta: ACA Digital (ACD 20036), 2001.[15]
- By a Canadian Lady – Piano Music 1841–1997, Elaine Keillor piano. Ottawa: Carleton Sound CD1006, 2000.
- Assemblage, Charles Foreman piano. Calgary: Unical (CD9501), 1995?.[16]
- NORTHERN ARCH, varios artistas, Edmonton: Arktos Recordings (ARK 94001), 1994.
- Soliloquies for changing Bb and A clarinets (interpretado por Dennis Prime)
- CROSSROADS, James Campbell clarinete. Toronto: Centrediscs / Centredisques (CMCCD 4392), 1992.[17]
- Ballade, Charles Foreman piano. Toronto: Centrediscs, (CMCCD 1684), 1991.[18]
- Hertz Trio. Calgary: Unical Records, 1991.[19]

### Canciones
- À la claire fontaine (SA y Piano) – Berandol Music